# A prova di killer
A prova di killer (titolo originale Without Fail) è il sesto romanzo di Lee Child che ha come protagonista Jack Reacher, ex militare girovago duro e giusto.

## Trama
Il vice presidente degli Stati Uniti d'America è in pericolo di vita a causa di minacce provenienti da sconosciuti, ed i servizi segreti sono in difficoltà nel comprenderne l'origine. Jack entra nella vicenda invitato da M. E. Froelich, responsabile della sicurezza del vice presidente ed ex amante del fratello di Jack, Joe, come consulente per mettere alla prova il sistema di sicurezza messo in piedi da Froelich. In breve però Jack si ritrova ad essere il perno centrale di una vasta équipe che lavora alla caccia dei pretendenti killer.